# Hjartdal
Hjartdal ist eine norwegische Kommune in der Landschaft und im Fylke Telemark mit 1646 Einwohnern (Stand 1. Januar 2025). Der Sitz der Verwaltung ist in der Ortschaft Sauland.

## Geografie
Durch die Kommune Hjartdal fließt der Fluss Hjartdøla. Höchste Erhebung in der Gaustaråen mit 1614,7 moh., der an der Grenze zur Nachbarkommune Tinn liegt. Das Verwaltungszentrum Sauland liegt im Südosten der Gemeinde in einer Talumgebung. Dort kann Land- und Forstwirtschaft betrieben werden. In der gesamten Gemeinde liegen keine Tettsteder, also keine Ansiedlungen, die für statistische Zwecke als eine städtische Siedlung gewertet werden. Die größten Ansiedlungen in Hjartdal sind das Taldorf Sauland sowie die Bergdörfer Hjartdal und Tuddal.
Durch den südlichen Teil der Kommune führt die Europastraße 134, auch als Haukelivegen bekannt, die die Städte Drammen und Haugesund verbindet. Die Straße führt auf 1260 moh. über einen Pass und ist in diesem Bereich im Winter für die Durchfahrt gesperrt.
Als offizielle Sprachform wird in Hjartdal Nynorsk, also die seltenere der beiden norwegischen Schriftsprachen, verwendet.

## Wirtschaft
In Sauland sind die klimatischen und geografischen Bedingungen für die Landwirtschaft geeignet. Im Jahr 2018 waren etwa 30 Prozent der Arbeitsplätze in der Kommune im Land- und Forstwirtschaftsbereich angesiedelt und Hjartdal war damit die Kommune mit dem höchsten Anteil in diesem Bereich. Vor allem im Bergdorf Tuddal spielt Tourismus eine größere Rolle, da sich dort unter anderem viele Ferienhütten befinden.
In Hjartdal liegen sechs Kraftwerke, die im Jahr 2016 eine durchschnittliche Jahresproduktion von 466 Gigawattstunden aufwiesen. Das größte der sechs Anlagen ist das Wasserkraftwerk Hjartdøla Kraftverk, das seit 1958 in Betrieb ist.

## Kultur und Sehenswürdigkeiten
In der Kommune gibt es eine überdurchschnittlich hohe Anzahl an älteren und geschützten Gebäuden. In Frøland nahe Sauland befindet sich ein Gebäude aus dem späten Mittelalter und in Øvre Åbø und Søndre Bøen befindet sich jeweils ein Bauwerk aus dem 13. Jahrhundert. Die Kirche von Hjartdal wurde 1809 erbaut. Der Eingang der im Jahr 1860 abgerissenen Stabkirche von Sauland wird im Kulturhistorisk Museum in Oslo ausgestellt. In Tuddal liegt das Freilichtmuseum Tuddal Bygdetun, das 15 alte Häuser umfasst.
Im Jahr 2007 wurde der Kommune der erste nationale Kulturlandschaftspreis von der norwegischen Kulturerbeorganisation Norsk Kulturarv verliehen. 1994 wurden die Gegenden Hjartdal Nodbygd und Svartdal zu Kulturlandschaftsgebieten ernannt.
Der Priester Magnus Brostrup Landstad machte die Sagen um Hjartdal in seinen Volksliedern bekannt. Die Maler Adolph Tidemand, Hans Fredrik Gude, Harald Kihle und Henrik Sørensen waren mehrmals in Hjartdal zu Besuch.

## Wappen und Name
Das seit 1989 offizielle Wappen der Kommune zeigt einen silbernen Hirschen auf grünem Hintergrund. Es steht für die Hirschpopulation der Kommune. Der Name Hjartdal kommt leitet sich vermutlich von Hjart, in neuerem Norwegisch Hjort, was Hirsch bedeutet. Die Einwohner von Hjartdal werden als Hjartdøl bezeichnet.